# La Gage

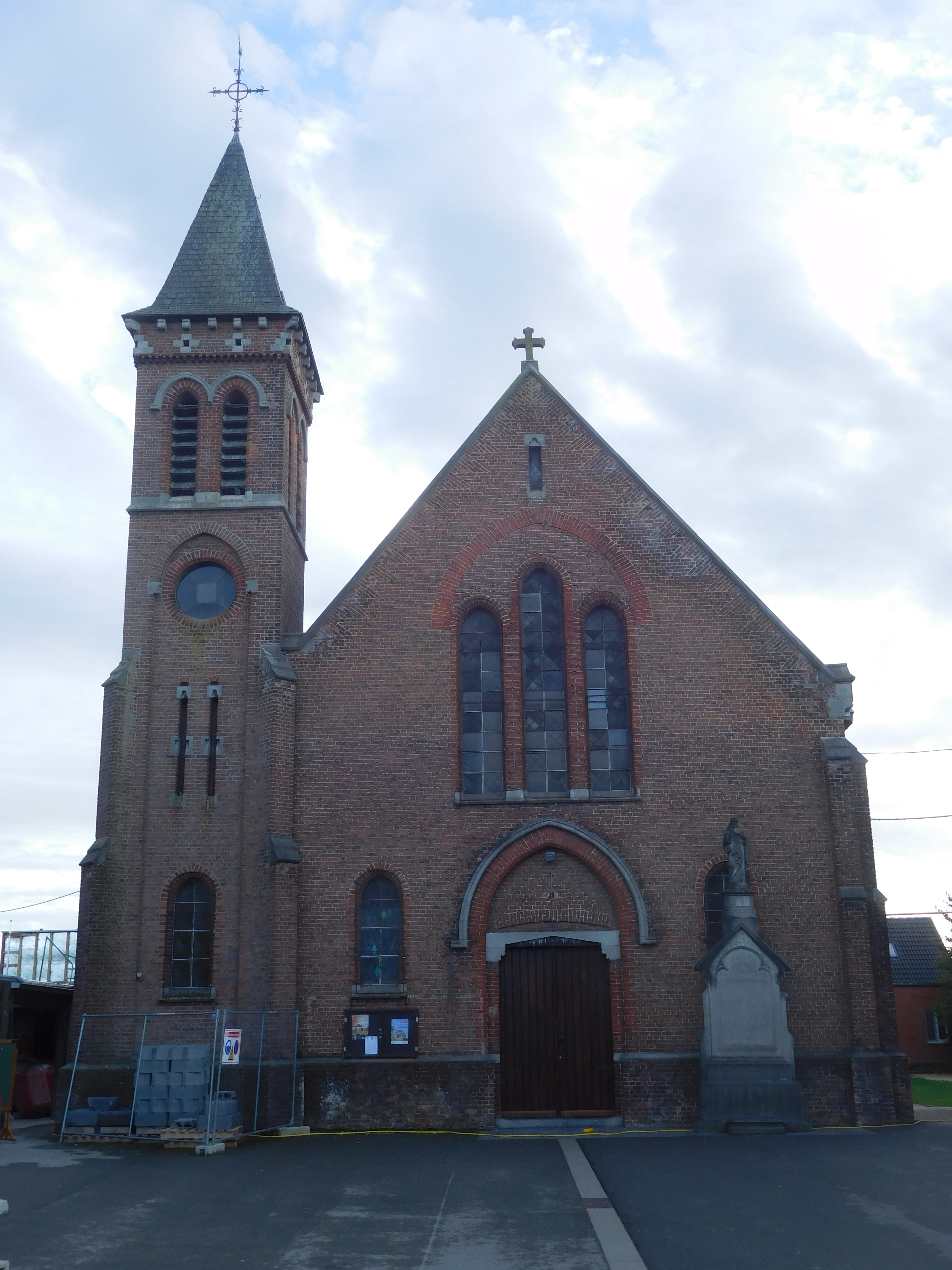
Heilig-Hartkerk

La Gage (ook: Neufvilles-Gage of Basse Gage) is een dorp in de deelgemeente Neufvilles van de Henegouwse gemeente Zinnik.
Het Station Neufvilles ligt in La Gage.

## Bezienswaardigheden
- De Heilig-Hartkerk (Église Sacré-Coeur) is een modern-neogotisch kerkgebouw van omstreeks 1930.

## Natuur en landschap
La Gage ligt aan de Gageole. In het zuiden bevindt zich het Bois de la Haie-le-Comte. De hoogte aan de kerk bedraagt 100 meter.

## Nabijgelegen kernen
Casteau, Thieusies, Neufvilles